# Exocentroides
Exocentroides är ett släkte av skalbaggar. Exocentroides ingår i familjen långhorningar.
Kladogram enligt Catalogue of Life:
| Exocentroides | \| \| Exocentroides flavipennis \| \| \| \| \| \| Exocentroides flavovarius \| \| \| \| \| \| Exocentroides multispinicollis \| \| \| \| \| \| Exocentroides unispinicollis \| \| \| \| |
|               | \| \| Exocentroides flavipennis \| \| \| \| \| \| Exocentroides flavovarius \| \| \| \| \| \| Exocentroides multispinicollis \| \| \| \| \| \| Exocentroides unispinicollis \| \| \| \| |
|               | Exocentroides flavipennis |
|               | |
|               | Exocentroides flavovarius |
|               | |
|               | Exocentroides multispinicollis |
|               | |
|               | Exocentroides unispinicollis |
|               | |